# Gare de Shin-Yamaguchi
La gare de Shin-Yamaguchi (新山口駅, Shin-Yamaguchi-eki) est une gare ferroviaire de la ville de Yamaguchi, capitale de la préfecture du même nom, au Japon. Elle est exploitée par la compagnie JR West.

## Situation ferroviaire
La gare de Shin-Yamaguchi est située au point kilométrique (PK) 429,2 de la ligne Shinkansen Sanyō et au PK 459,2 de la ligne principale Sanyō. Elle marque le début des lignes Ube et Yamaguchi.

## Histoire
La gare a été inaugurée le 3 décembre 1900 sous le nom de gare d'Ogōri. Le Shinkansen y arrive le 10 mars 1975.
La gare prend son nom actuel en 2003.

## Service des voyageurs

### Accueil
La gare dispose d'un bâtiment voyageurs ouvert tous les jours, avec des guichets et des automates pour l'achat de titres de transport.

### Desserte
- Ligne Yamaguchi :

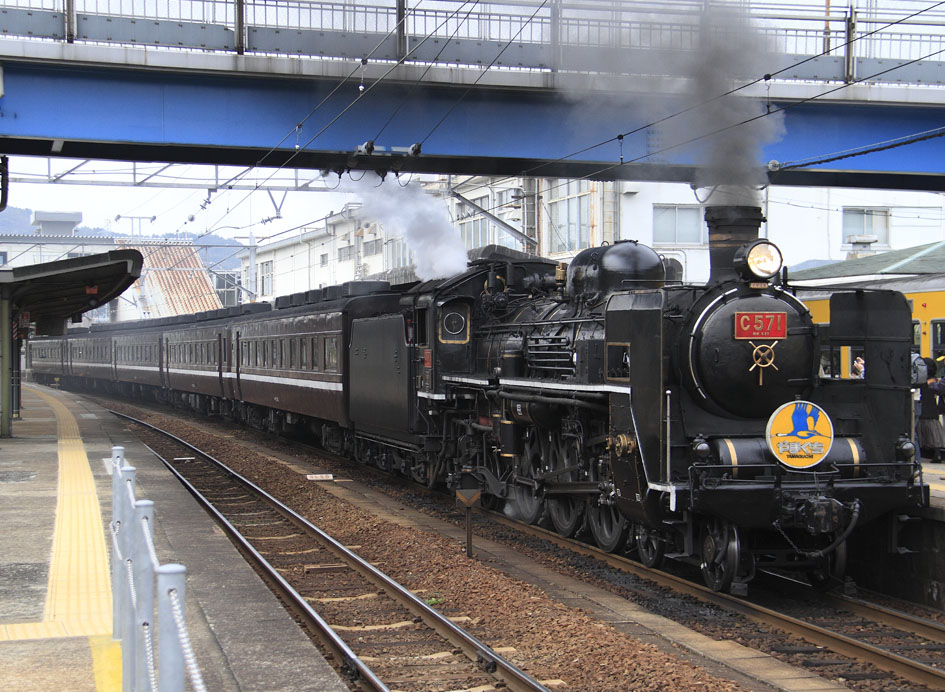
Le train à vapeur SL Yamaguchi en gare.

  - voies 1 et 2 : direction Yamaguchi et Masuda
- Ligne principale Sanyō :
  - voies 4 et 5 : direction Shimonoseki
  - voies 6 et 7 : direction Iwakuni
- Ligne Ube :
  - voie 8 : direction Ube-Shinkawa
- Ligne Shinkansen Sanyō :
  - voie 11 : direction Shin-Osaka
  - voie 12 : direction Hakata